# Championnat d'Argentine de football 1949
Navigation
Saison précédente Saison suivante
La saison 1949 du Championnat d'Argentine de football est la 19e édition professionnelle de la première division argentine. Le championnat rassemble les 18 meilleures équipes du pays au sein d'une poule unique, où chaque club rencontre tous ses adversaires deux fois. En fin de saison, le dernier du classement est relégué et est remplacé par le vainqueur de la Segunda División.
C'est le Racing Club qui termine en tête du championnat et remporte le 10e titre de champion d'Argentine de son histoire.

## Les 18 clubs participants
| \| Buenos Aires La Plata Rosario \| Villes représentées lors de la saison 1949 |
| Buenos Aires La Plata Rosario                                                  |

- Boca Juniors
- San Lorenzo de Almagro
- Estudiantes (La Plata)
- River Plate
- Racing Club
- Independiente
- Lanús
- Rosario Central
- Huracán
- Gimnasia y Esgrima (La Plata)
- Tigre
- Vélez Sársfield
- Platense
- Banfield
- Chacarita Juniors
- Newell's Old Boys (Rosario)
- Ferro Carril Oeste - Promu de Segunda Division
- Atlanta - Promu de Segunda Division

## Compétition

### Classement
Le classement est établi en utilisant le barème suivant :
- Victoire : 2 points
- Match nul : 1 point
- Défaite, forfait ou abandon : 0 point

| Rang | Équipe                        | Pts | J  | G  | N  | P  | Bp | Bc | Diff |
| ---- | ----------------------------- | --- | -- | -- | -- | -- | -- | -- | ---- |
| 1    | Racing Club                   | 49  | 34 | 21 | 7  | 6  | 87 | 47 | +40  |
| 2    | River Plate                   | 43  | 34 | 18 | 7  | 9  | 71 | 36 | +35  |
| 3    | Platense                      | 43  | 34 | 16 | 11 | 7  | 68 | 48 | +20  |
| 4    | San Lorenzo de Almagro        | 42  | 34 | 17 | 8  | 9  | 72 | 62 | +10  |
| 5    | Newell's Old Boys (Rosario)   | 41  | 34 | 15 | 11 | 8  | 61 | 50 | +11  |
| 6    | Estudiantes (La Plata)        | 38  | 34 | 13 | 12 | 9  | 53 | 54 | -1   |
| 7    | Vélez Sársfield               | 35  | 34 | 15 | 5  | 14 | 49 | 52 | -3   |
| 8    | Chacarita Juniors             | 33  | 34 | 14 | 5  | 15 | 57 | 61 | -4   |
| 9    | Independiente T               | 33  | 34 | 12 | 9  | 13 | 65 | 72 | -7   |
| 10   | Banfield                      | 32  | 34 | 11 | 10 | 13 | 70 | 77 | -7   |
| 11   | Gimnasia y Esgrima (La Plata) | 30  | 34 | 11 | 8  | 15 | 54 | 58 | -4   |
| 12   | Rosario Central               | 29  | 34 | 12 | 5  | 17 | 62 | 67 | -5   |
| 13   | Ferro Carril Oeste P          | 29  | 34 | 10 | 9  | 15 | 47 | 59 | -12  |
| 14   | Atlanta P                     | 29  | 34 | 14 | 1  | 19 | 48 | 64 | -16  |
| 15   | Boca Juniors                  | 27  | 34 | 10 | 7  | 17 | 52 | 58 | -6   |
| 16   | Tigre                         | 27  | 34 | 9  | 9  | 16 | 52 | 68 | -16  |
| 17   | Huracán                       | 26  | 34 | 9  | 8  | 17 | 47 | 57 | -10  |
| 18   | Lanús                         | 26  | 34 | 9  | 8  | 17 | 59 | 84 | -25  |

|  | Champion d'Argentine 1949                         |
|  | Barrage pour la relégation en Segunda División    |
|  | T : Tenant du titre P : Promu de Segunda División |

### Matchs

#### Barrage pour la relégation
Les clubs de Huracán et Lanús terminent à la dernière place du classement à égalité de points. Il faut donc organiser un barrage, disputé en matchs aller et retour afin de déterminer quelle équipe se maintiendra en Primera División.
| Équipe 1 | Résultat | Équipe 2 | Aller | Retour |
| -------- | -------- | -------- | ----- | ------ |
| Huracán  | 2 - 4    | Lanús    | 1 - 0 | 1 - 4  |

À égalité après les deux matchs (une victoire chacun), les deux clubs rejouent une série aller-retour.
| Équipe 1 | Résultat | Équipe 2 | Aller | Retour |
| -------- | -------- | -------- | ----- | ------ |
| Huracán  | 6 - 5    | Lanús    | 3 - 3 | 3 - 2  |

- Le Huracán se maintient en première division tandis que le Lanús descend en Segunda División.

## Bilan de la saison
| Tableau d'Honneur                   |             |
| Compétition                         | Vainqueur   |
| Championnat d'Argentine de football | Racing Club |

| Promotions et relégations   |         |
| Promu en Primera Division   | Quilmes |
| Relégué en Segunda Division | Lanús   |